# Giovan Battista Ramusio
Giovan Battista Ramusio (* 20. Juli 1485 in Treviso; † 10. Juli 1557 in Padua) war ein italienischer Humanist, Historiker und Geograf.

## Leben

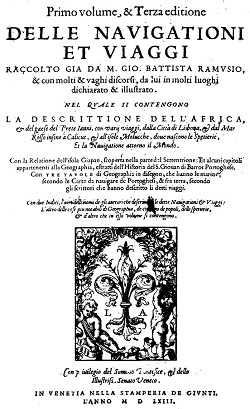
Titelblatt der Ausgabe 1563

Ramusio studierte zunächst in Padua als Schüler von Pietro Pomponazzi und Aldo Manuzzio. Hier studierte er vor allem der lateinischen und der griechischen Sprache und lernte vermutlich auch einige orientalische Sprachen, widmete sich aber vor allem der Kosmografie und der Geografie. Im Oktober 1505 begleitete er den Botschafter der venezianischen Republik Alvise Mocenigo nach Paris  an den französischen Hof, wo er bis Mai 1507 blieb. Später unternahm er weitere diplomatische Reisen u. a. in die Schweiz und nach Rom, vermutlich auch nach Apulien. In einigen Zeugnissen wird vermutet, dass er auch in Ägypten und Nordafrika war. 1513 wurde er zum Kanzler und 1515 zum Sekretär des venezianischen Senats ernannt. Zu seinen Aufgaben gehörten die Verhandlungen mit Sebastiano Caboto. Ramusio war bekannt mit Girolamo Fracastoro, in dessen Haus er von 1546 bis 1550 lebte, Bernardo Navagero, Gasparo Contarini, Giacomo Gastaldi und Raimondi Torriani. Überliefert ist ein Briefwechsel mit Pietro Bembo und Girolamo Fracastoro.

## Werke
Erhalten sind von Ramusio ein Vorwort zu Quintilian und Livius, die 1514 bzw. 1519 in der Druckerei von Aldo Manuzzio erschienen.  Bekannt wurde Ramusio vor allem durch die Herausgabe der wichtigsten Reiseliteratur seiner Zeit in seinem monumentalen Werk Delle navigationi et viaggi, das bei Giunti in Venedig erschien. Vermutlich seit 1520 hat Ramusio für diese Publikation Material gesammelt. Der erste Band, der Reiseberichte über Afrika beinhaltet, wurde 1550 publiziert; es folgte ein Band über Reisen nach Amerika, ohne Angabe des Namens des Herausgebers, aber mit einem Widmungsbrief Ramusios an Fracastoro. Ein Band über Reisen nach Asien wurde 1559 postum publiziert. Diese Sammlung erreichte im 16. Jahrhundert zahlreiche Auflagen und trug zur heutigen Bekanntheit vieler Reiseberichte bei, u. a. des Milione von Marco Polo, den Ramusio in einer von ihm bearbeiteten Version veröffentlichte.